# Göteborgs Damers Simklubb
Göteborgs Damers Simklubb (Gbg Damers SK) bildades 1912, innan dess hade de varit en damsektion inom Simklubben Göteborg (SKG) åren 1908–1912. Hela styrelsen bestod av kvinnor, vilket vid denna tid var mycket sällsynt, då man för det mesta stöttade sig på någon erfaren manlig idrottsledare även i en damklubbs styrelse. Föreningen gick troligen i ett senare skede ihop med SK Najaden. 

## Verksamhet
Föreningens verksamhet för damer bestod av tävlingssimning och simhopp. Tävlingar och träningar skedde mestadels i följande anläggningar:
- Renströmska Bad- och Tvättanstalten i Haga - Inomhus: byggd 1876, karbad, romerskt bad alt. turkiskt bad, brandhärjades 1903. - Ombyggd 1906, då det tillkom en 14,47x11,38 m bassäng inklusive ett 5 m hopptorn (äggformad bassäng, djup 1,2 m på sidorna och 3,8 m i mitten). - Smeknamn: Hagabadet, Ägget och Sumpen.
- Saltholmens Kall- och Varmbadhus i Långedrag - Utomhus: byggt 1908 - Ombyggt 1923 till en simstadion med 50x25 m bassäng, två sviktar, ett hopptorn och 970-1500 st. åskådarplatser. - Där arrangerades flera SM-tävlingar, och var även start/målplats för öppet vatten-simningar (exempelvis Älvsborgssimningen).

## Framgångsrika medlemmar